# Heinrich Brunner (Rechtshistoriker)

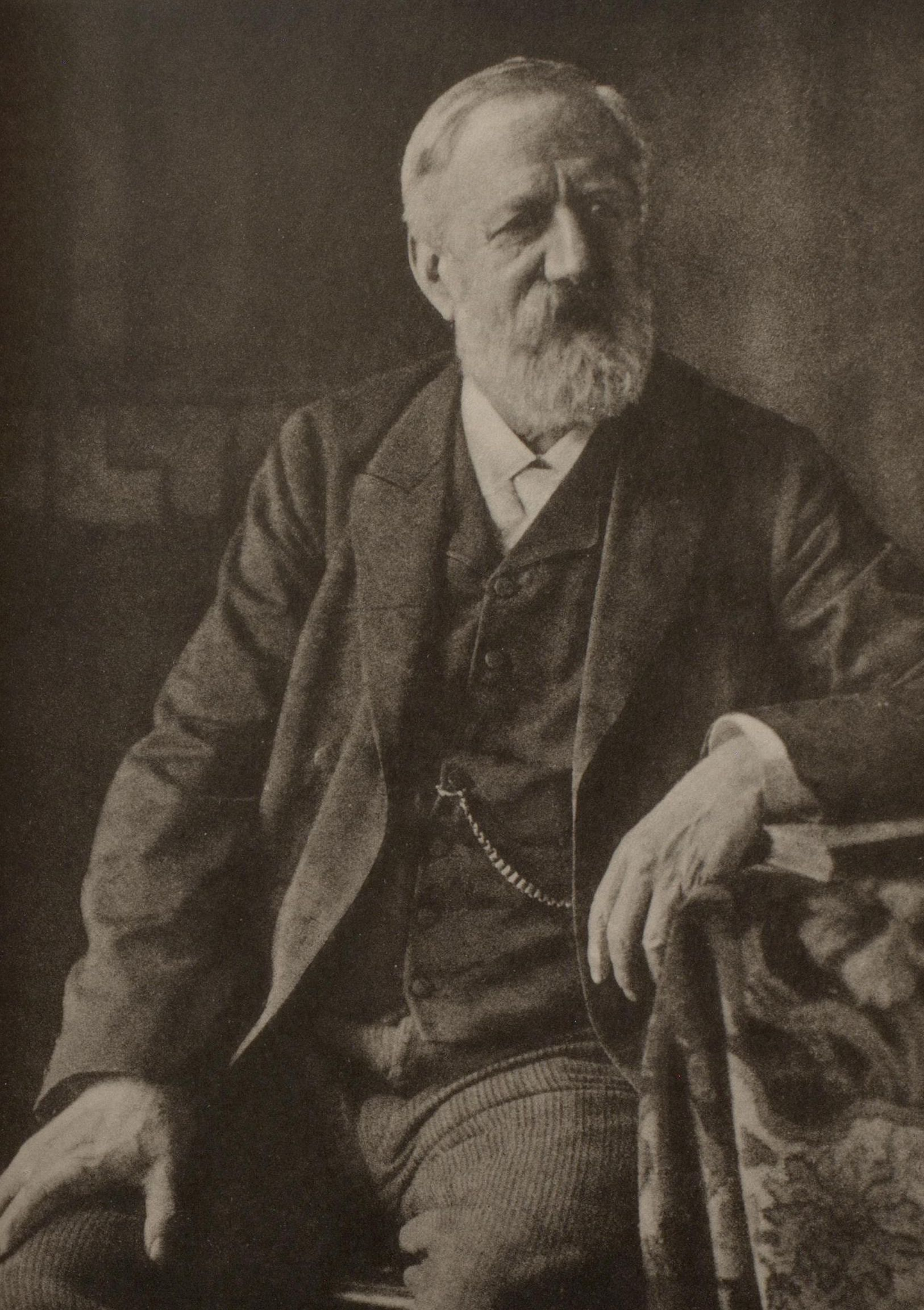
Heinrich Brunner

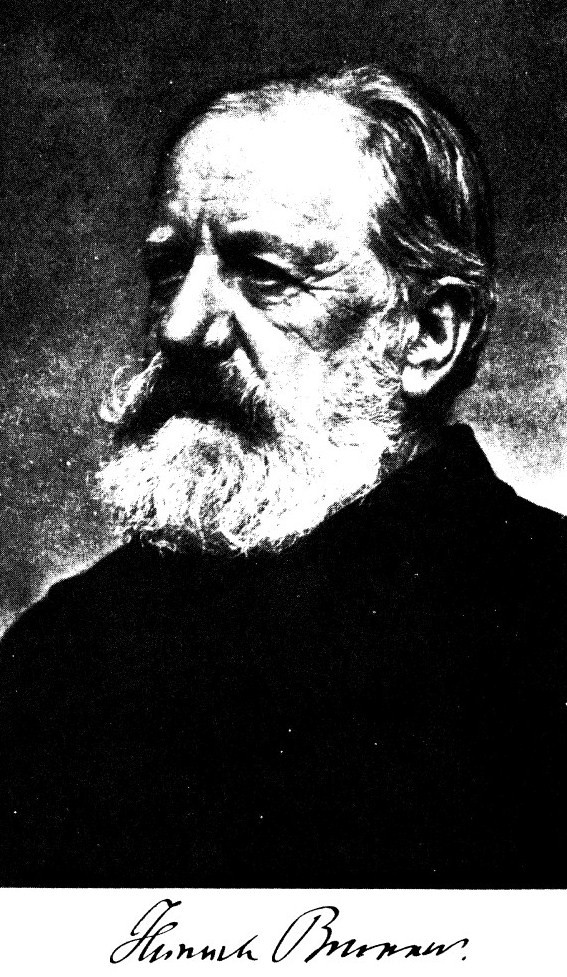
Heinrich Brunner

Heinrich Brunner (* 21. Juni 1840 in Wels, Oberösterreich; † 11. August 1915 Bad Kissingen, Unterfranken) war ein österreichischer Rechtshistoriker. 

## Leben
Er war der Sohn des Linzer Statthaltereirats Wenzel Brunner (??–1856) und dessen Ehefrau Josepha (1816–??). Nach dem Besuch des Gymnasiums in Linz (1851–1858) und dem mit Auszeichnung bestandenen Abitur (11. August 1858) studierte Brunner, unterstützt durch ein Stipendium, ab 4. Oktober desselben Jahres Rechtswissenschaften an der Universität Wien. Am 19. Juli 1860 bestand er mit Auszeichnung die rechtshistorische Staatsprüfung in Römischem Recht.
Heinrich Siegel gewann ihn nun für das Studium des deutschen Rechts. Am 8. April 1864 wurde er zum Dr. jur. beider Rechte promoviert. Am 5. August 1865 hatte sich Brunner an der Wiener Rechtsfakultät habilitiert. Am 22. April 1866 wurde er außerordentlicher Professor an der deutschen Universität Lemberg und am 15. November 1868 Ordinarius für deutsches Recht.
Zum 1. Oktober 1870 folgte er einem Ruf an die Universität Prag. Am 20. April 1872 ging er an die neue Universität Straßburg, folgte aber schon zu Ostern 1873 dem Ruf nach Berlin mit Ernennung am 4. Dezember 1872. In den Jahren 1896 und 1897 war er zeitweilig auch Rektor der Berliner Friedrich-Wilhelms-Universität Berlin. 1896 wurde Brunner Präsident der Gründungskommission des Deutschen Rechtswörterbuchs (DRW).
Am 3. Juni 1876 heiratete Brunner in Merseburg Anna von Tiedemann (* 13. April 1848; † 13. Dezember 1912), die Tochter des Geheimen Regierungsrats von Tiedemann. Das Ehepaar hatte sechs Söhne und zwei Töchter, von denen allerdings beide Mädchen und der jüngste Sohn schon im Kindesalter starben.
Im Juli 1915 machte ihm eine Gelbsucht und das damit verbundene Magenleiden sehr zu schaffen, weshalb er eine Kur in Bad Kissingen antrat. Dort starb er am 11. August und wurde am 14. August auf dem Alten St.-Matthäus-Kirchhof in Schöneberg bei Berlin an der Seite seiner Ehefrau beigesetzt. Das Grab ist nicht erhalten geblieben.
Zu seinen Nachfahren gehört der Neurologe und Psychiater Heinz Dietrich (1918–2005).

## Ehrungen
- Am 3. Juli 1884 wurde Brunner als ordentliches Mitglied an der Preußischen Akademie der Wissenschaften zu Berlin aufgenommen.
- 1891 wurde er auswärtiges Mitglied der Bayerischen Akademie der Wissenschaften.[3]
- Am 8. Mai 1893 Wahl zum assoziierten Mitglied der Académie royale des Sciences, des Lettres et des Beaux-Arts de Belgique.[4]
- Am 24. Januar 1896 wurde ihm der Pour le mérite für Wissenschaften und Künste verliehen.
- 1896 Verleihung des Bayerischen Maximiliansordens für Wissenschaft und Kunst.
- 1897 wurde er in die American Academy of Arts and Sciences gewählt.
- Am 11. Oktober 1910 wurde er zum Wirklichen Geheimrat mit dem Titel Exzellenz ernannt.
- Am 27. Januar 1912 wurde er bis 1915 als Mitglied ins Preußische Herrenhaus gewählt.
- Außerdem erhielt Brunner eine Vielzahl in- und ausländischer Auszeichnungen, Ehrenzeichen und Ehrendoktorwürden und wurde Mitglied von Wissenschaftsakademien mehrerer Länder.
- Seine Geburtsstadt Wels ernannte ihn zum Ehrenbürger.

## Schriften
- Das gerichtliche Exemtionsrecht der Babenberger. Karl Gerold’s Sohn, Wien 1864 (Digitalisat [abgerufen am 2. Juli 2013]).
- Deutsche Rechtsgeschichte (= Systematisches Handbuch der Deutschen Rechtswissenschaft). 2. Auflage. Duncker & Humblot, Berlin 1906, DNB 450655083 (Zwei Bände).
- Die Entstehung der Schwurgerichte. Weidmann, Berlin 1871, DNB 456210261 (Digitalisat [abgerufen am 2. Juli 2013] Neudruck der Originalausgabe: Scientia, Aalen 1967).
- Grundzüge der deutschen Rechtsgeschichte. Duncker & Humblot, Leipzig 1901, DNB 579264734 (Digitalisat der Ausgabe von 1927 [abgerufen am 2. Juli 2013]).
- Forschungen zur Geschichte des deutschen und französischen Rechtes. Gesammelte Aufsätze. Cotta, Stuttgart 1894, DNB 579264718 (Inhaltsverzeichnis als PDF-Dokument; 185 kB [abgerufen am 2. Juli 2013]).
- Karl Rauch (Hrsg.): Abhandlungen zur Rechtsgeschichte. Gesammelte Aufsätze. Böhlau, Weimar 1931, DNB 560385935.